# Castelo de Saint-Sauveur-le-Vicomte

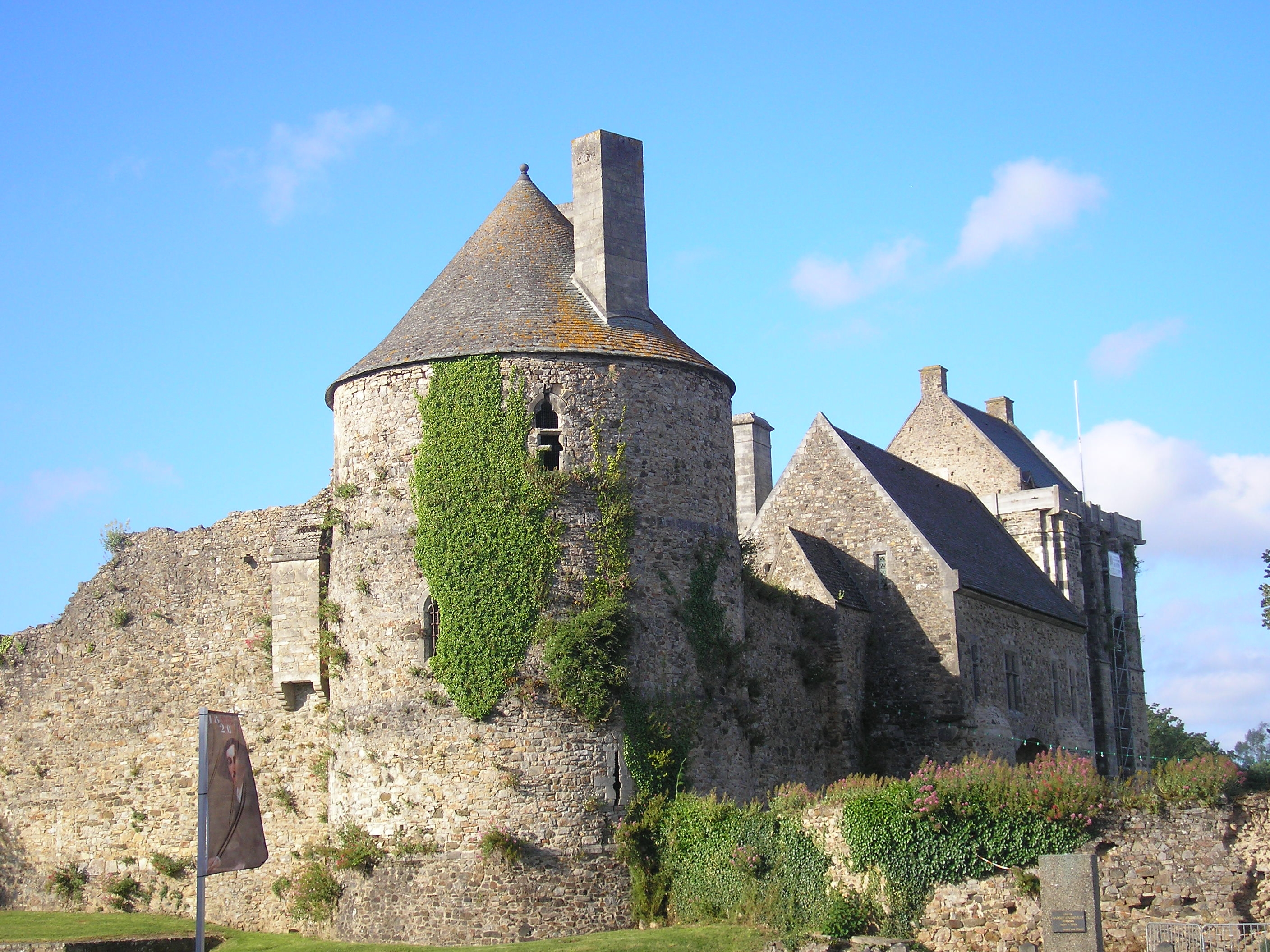

O Castelo de Saint-Sauveur-le-Vicomte é um castelo em ruínas na comuna de Saint-Sauveur-le-Vicomte, no departamento de Manche, na França.
O que resta da estrutura, outrora maior, consiste numa cerca fortificada com torres e uma torre de menagem maciça. 
O castelo está aberto ao público. Está classificado desde 1840 como monumento histórico pelo Ministério da Cultura da França.

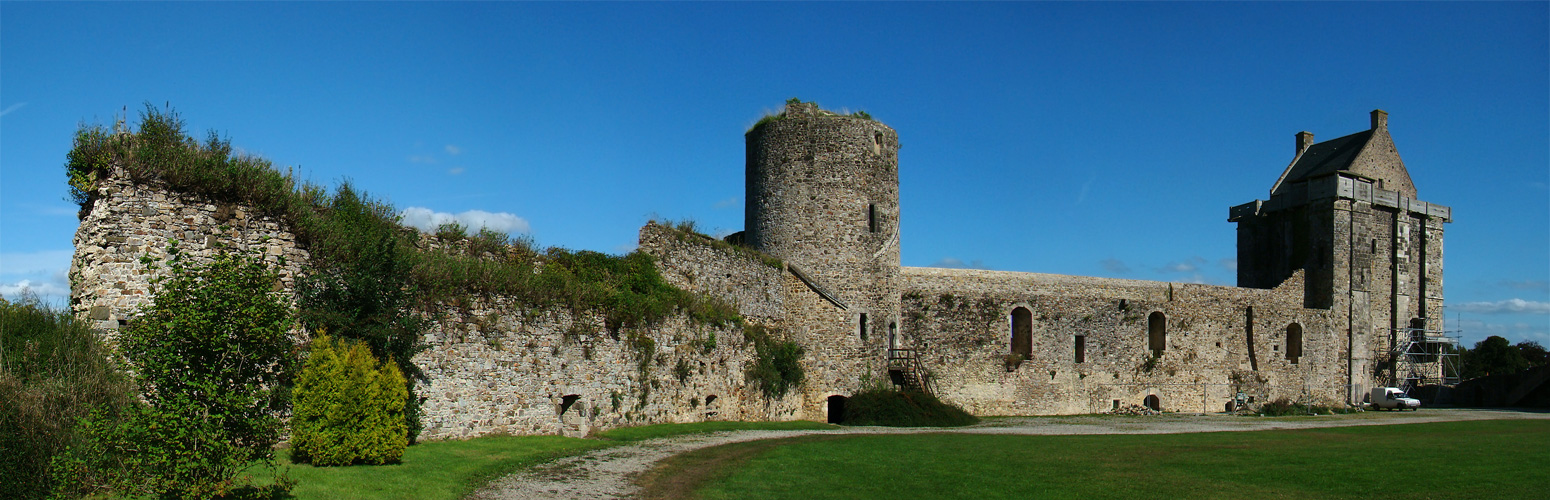